# Helianthemum rossmaessleri
Helianthemum rossmaessleri là một loài thực vật có hoa trong họ Nham mân khôi. Loài này được (Willk.) G. López mô tả khoa học đầu tiên năm 1992.